# مانفريد ويمر
مانفريد ويمر (بالألمانية: Manfred Wimmer)‏ هو لاعب غو محترف ‏ نمساوي، ولد في 1944 في فيلاخ في النمسا، وتوفي في 1995 في فيينا في النمسا.